# Louis Zimmermann (1913-1998)
Louis Jacques Zimmermann (Amsterdam, 27 februari 1913 - Den Haag, 28 april 1998) was een Nederlands econoom, hoogleraar en politicus.

## Familie
Zimmermann was een zoon van Louis Johann Heinrich Zimmermann (1873-1954), violist en concertmeester van het Concertgebouworkest, en Maria Chits (1873-1942). Hij trouwde met H.M. (Leny) Schilperoort (1912-1997).

## Loopbaan
Zimmermann studeerde economie aan de Gemeentelijke Universiteit van Amsterdam en promoveerde in 1941 in de economische wetenschappen. Hij was wetenschappelijk medewerker bij de SDAP (1939-1940), de Nederlandsche Economische Hogeschool te Rotterdam (vanaf 1940) en het Centraal Bureau voor de Statistiek (1940-1945). In 1944 stelde hij samen met Karel van Boeschoten (1907-1980) de bundel Berijmd verzet samen. Van 1945 tot 1946 was hij redacteur economie van Het Parool.

### Politiek
Zimmermann was politiek actief. Hij was aanvankelijk lid van de SDAP die in 1946 opging in de PvdA. Hij was gemeenteraadslid van Amsterdam (1946-1947). Van 19 september 1946 tot 24 oktober 1946 was hij lid van de Tweede Kamer der Staten-Generaal. Hij werd Kamerlid, omdat Ko Suurhoff, die hoger op de lijst stond, niet in de gelegenheid was geweest zijn geloofsbrieven in te sturen, en dus geen zitting kon nemen. Zimmermann was bereid de zetel tijdelijk in te nemen en direct weer op te geven, zodat Suurhoff deze alsnog kon innemen.

### Onderwijs
Zimmermann werd hoogleraar aan de juridische en economische faculteit van de "Johannes Gutenberg Universität" in Mainz (1947-1952) en vervolgens docent aan het Institute of Social Studies (1952-1954). In de jaren vijftig was hij particulier economisch adviseur, maar ook adviseur van het ministerie van Economische Zaken. Van 1961 tot 1983 was hij hoogleraar economie aan de Vrije Universiteit te Brussel. Vanaf 1967 was hij verbonden aan de Universiteit van Amsterdam op het gebied "economie van de minder ontwikkelde gebieden", als buitengewoon hoogleraar (1967-1971), hoogleraar (1971-1978).
Zimmermann overleed in 1998 op 85-jarige leeftijd.

## Publicaties
Tot de publicaties van L.J. Zimmerman behoren:
- 1941: Sparen, beleggen en investeren in de economische literatuur (dissertatie)
- 1952: The prosperity to Monopolize
- 1953: De geschiedenis van het economisch denken
- 1960: Arme en Rijke landen. Een economische analyse
- 1967: De toekomstige verhouding tussen ontwikkelde en onderontwikkelde gebieden op lange termijn (oratie)
- 1978: De verhouding tussen ontwikkelde en onderontwikkelde gebieden opnieuw bezien (afscheidscollege Amsterdam op 26 juni 1978)
- 1987: Politieke economie van Plato tot Marx. Groningen : Wolters Noordhoff. ISBN 90 01 98480 0

- Bibsys: 12058612
- Biografisch Portaal: 93036813
- Catàleg d'autoritats de noms i títols de Catalunya: 981058612000206706
- CiNii: DA05832179
- Digitale Bibliotheek voor de Nederlandse Letteren: zimm005
- Gemeinsame Normdatei: 170328813
- International Standard Name Identifier: 0000 0000 6621 6227
- Library of Congress Control Number: n88275579
- Mathematics Genealogy Project: 207513
- Nationale bibliotheek van Australië: 36491824
- Nationale Bibliotheek van Israël: 987007452852205171
- Nederlandse Thesaurus van Auteursnamen: 068546122
- Parlement.com: vg09lldkizw1
- Réseau des bibliothèques de Suisse occidentale: 02-A004000252
- Système universitaire de documentation: 087542676
- Virtual International Authority File: 198773696
- WorldCat: E39PCjyv7v6pWD3f3wTvGqBCYq